# Steve Gibson

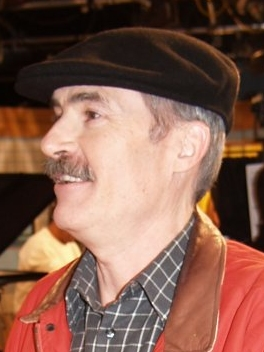

Steve Gibson (Dayton, Ohio, 26 maart 1955) is een Amerikaanse computerfanaat, software engineer en beveiligingsonderzoeker. Hij heeft 'Electrical Engineering and Computer Science' gestudeerd aan de Universiteit van Californië - Berkeley. Hij is de oprichter en eigenaar van Gibson Research Center (1985; GRC) dat bekendstaat om zijn SpinRite-software.

## Loopbaan
Gibson startte vanaf zijn dertiende met hardwareprojecten, maar bewoog zich steeds meer (in de jaren 80) in de richting van softwareontwikkeling. Een van zijn eerste successen gedurende deze periode was de lichtpen voor de Apple II, gemaakt voor grafische toepassingen.
In de jaren 90 werkte hij aan beveiligingstechnologie, het ontwikkelen en uitdelen van gratis beveiligingsprogramma's waaronder ShieldsUp! port-scanner en de LeakTest firewalltester. Gibson creëerde een van de eerste adware-verwijderingsprogramma's: OptOut. Zijn laatste uitgebrachte werken zijn SecurAble en DNS Benchmark.
Momenteel werkt Gibson aan de DNS Nameserver Spoofability Test, een online programma gebruikt om te testen of de geconfigureerde nameserver systemen kwetsbaar zijn voor DNS spoofing. Hij zal in de toekomst ook werken aan zijn nieuwe VPN-product CryptoLink.

## Werk
Gibson programmeert bij voorkeur in Assembler. Veel van zijn programma's zijn gratis te downloaden van de website van GRC. Een van de eerste producten die GRC leverde, was het programma Spinrite, een (niet gratis) hulpmiddel om de staat van een harde schijf van een computer te beoordelen. Het programma kan onder meer beschadigingen herstellen.
Hij is een pionier op het gebied van beveiliging van pc's. Hij heeft als een van de eerste de noodzaak van een personal firewall op een pc onderkend. Om de risico's die ontstaan op het internet inzichtelijk te maken, heeft hij onder meer de security scan ontwikkeld. Hiermee kan ieder computergebruiker vanaf het internet onderzoeken of een computer kwetsbaar is voor een aantal bekende risico's.
Gibson is auteur van vele artikelen, zowel in het Amerikaanse blad InfoWorld als op zijn eigen website. Daarnaast is hij regelmatig te horen en zien in de Amerikaanse media.